# St. Michael (Gersweiler)

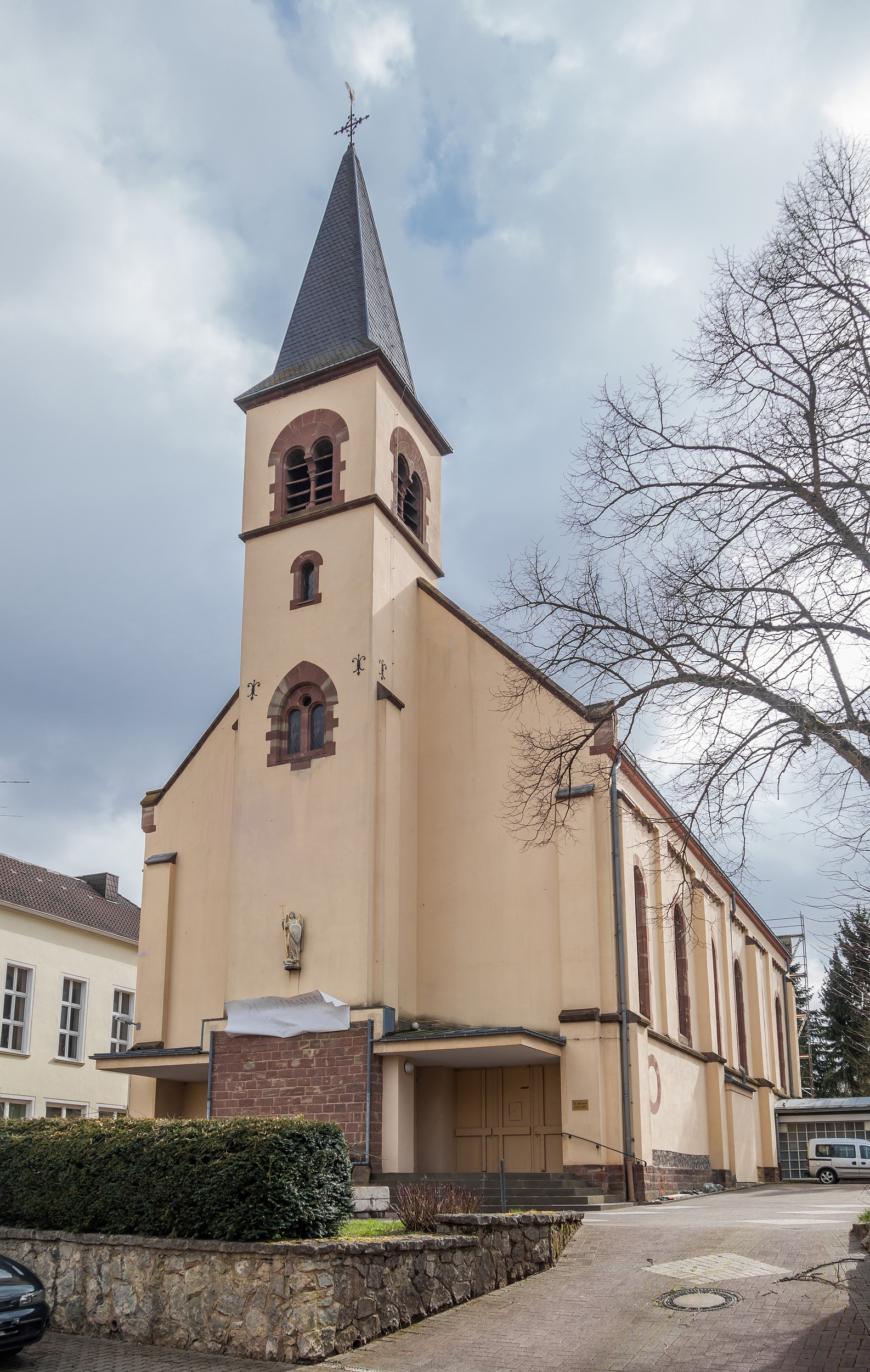
Die Kirche St. Michael in Gersweiler

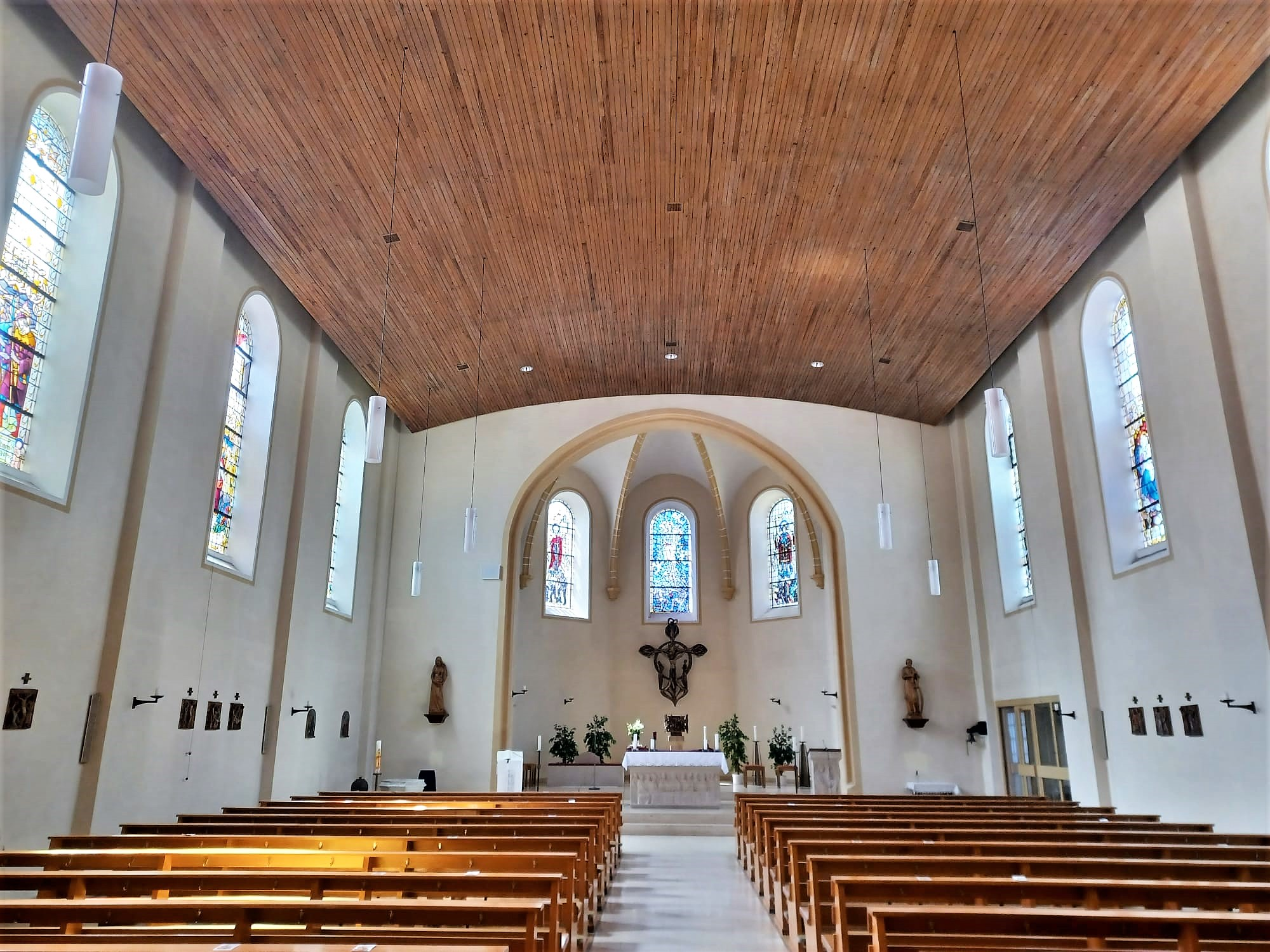
Innenraum

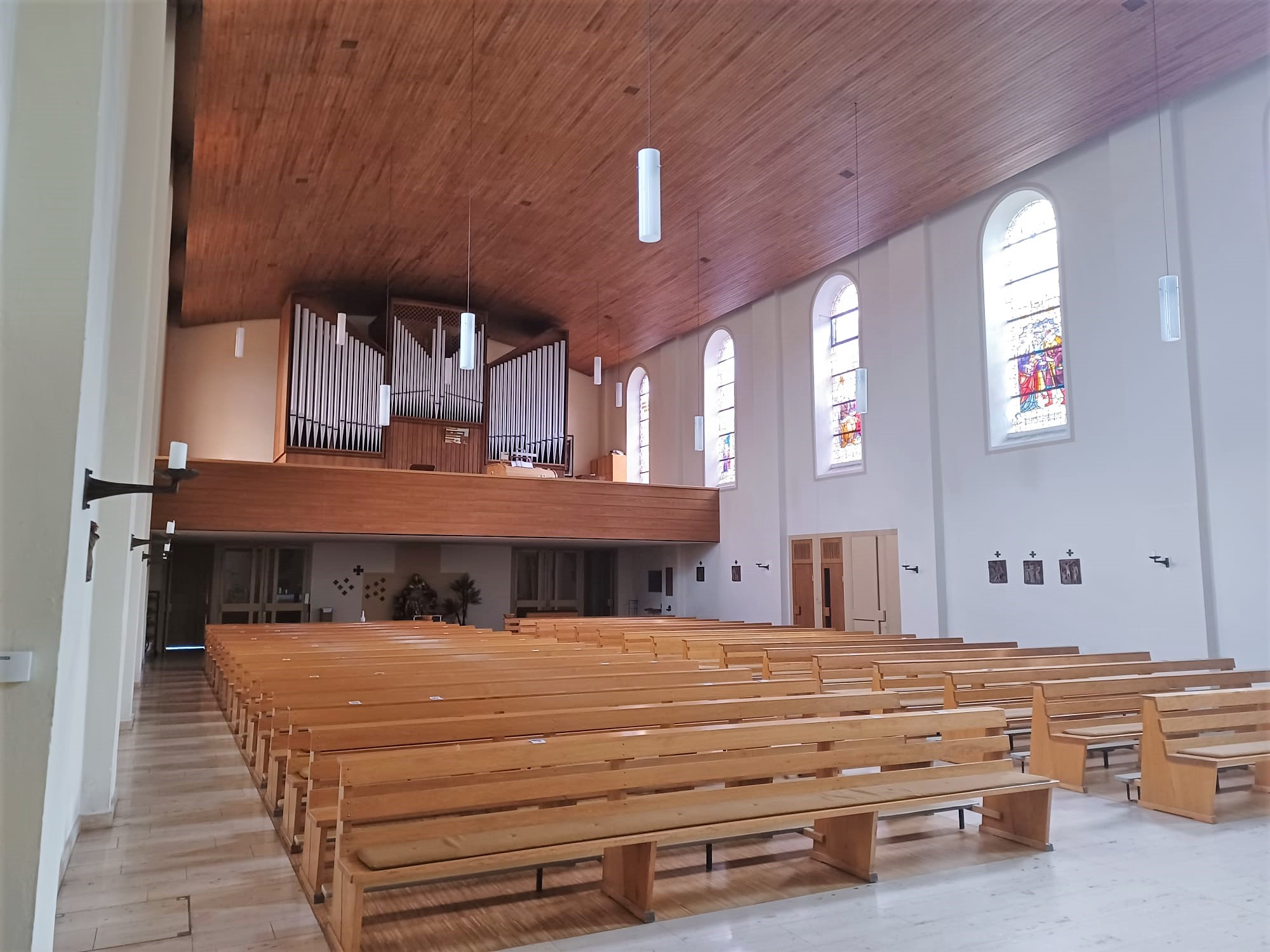
Innenraum Blick zur Mayer-Orgel

Die Kirche St. Michael ist eine profanierte katholische Kirche in Gersweiler, einem Stadtteil der saarländischen Landeshauptstadt Saarbrücken. Kirchenpatron ist der Erzengel Michael. In der Denkmalliste des Saarlandes ist die Kirche als Einzeldenkmal aufgeführt.
St. Michael gehörte zur Pfarrgemeinde St. Barbara Klarenthal, die seit dem 1. Januar 2013 mit der Pfarrgemeinde St. Nikolaus Altenkessel die Pfarreiengemeinschaft Altenkessel bildet.

## Geschichte
Das seit der Einführung der Reformation in der Grafschaft Saarbrücken ab dem Jahr 1574 protestantisch geprägte Gebiet, in dem auch Gersweiler lag, erlebte durch die Industrialisierung im 19. Jahrhundert einen zunehmenden Zuzug von Katholiken aus ganz Europa, die hier Arbeitsplätze im Bergbau, der Glasindustrie oder der Steingutherstellung fanden.
Im Jahr 1866 stand den Katholiken in Gersweiler durch den Umbau eines ehemaligen Glasmagazins zu einem Betsaal ein Ort für Gottesdienste zur Verfügung. Ein im Jahr 1870 angefertigter Entwurf des Architekten Kreisbaumeister Grevelding zum Bau einer Saalkirche kam wegen Finanzschwierigkeiten nicht zur Ausführung.
Im Jahr 1886 erfolgte die Gründung der katholischen Pfarrgemeinde St. Michael in Gersweiler, und im Jahr 1888 konnte die Grundsteinlegung für ein nach Plänen des Architekten Wilhelm Hector (Saarbrücken-St. Johann) errichteten Kirchengebäudes vorgenommen werden. Für die Ausführung der Erd- und Maurerarbeiten zeichnete die Firma Philipp Schultheis (Saarbrücken) verantwortlich. Am 27. Oktober 1889 fand die Einweihung der fertiggestellten Kirche statt.
Der erste Pfarrer der Gemeinde war Michael Alt, dem zu Ehren man auch den heiligen Michael als Kirchenpatron auswählte.
In den 1960er und 1970er Jahren kam es zu umfangreichen Renovierungs- und Umbauarbeiten. Dabei verschwand die Bemalung der Seitenwände und des Chorraums. Die ebenfalls bemalte Decke wurde durch eine zweite hölzerne Decke abgehängt, ist also noch vorhanden.
St. Michael wurde am 3. Juni 2023 in einem Abschiedsgottesdienst von Weihbischof Franz Josef Gebert profaniert.

## Architektur und Ausstattung
Die Kirche St. Michael wurde als Saalkirche im Stil des Historismus erbaut, wobei vor allem auf neoromanische Stilelemente zurückgegriffen wurde. Das Kirchengebäude gliedert sich in den Turm mit pyramidenförmigem Spitzhelm, das sechsachsige Langhaus und einen fünfseitigen polygonalen Chorraum. Im Turm befand sich das Haupteingangsportal, das zugemauert, und durch zwei Eingangspforten links und rechts davon ersetzt wurde.
Zur Ausstattung der Kirche gehören Fenster mit Darstellungen von biblischen Szenen. Darunter sind auch Werke des ungarisch-deutschen Architekten und Kirchenfenstermalers György Lehoczky (Saarbrücken). Die Fenster im Chorraum zeigen links die von Bergarbeitern umgebene heilige Barbara, in der Mitte die Auferstehung und rechts den Kirchenpatron St. Michael.
An der Stelle des früheren Haupteingangs befindet sich eine Pietà. Der ehemalige Hochaltar im neoromanischen Stil wurde durch einen modernen Altar mit der Darstellung des Abendmahls ersetzt.

## Orgel

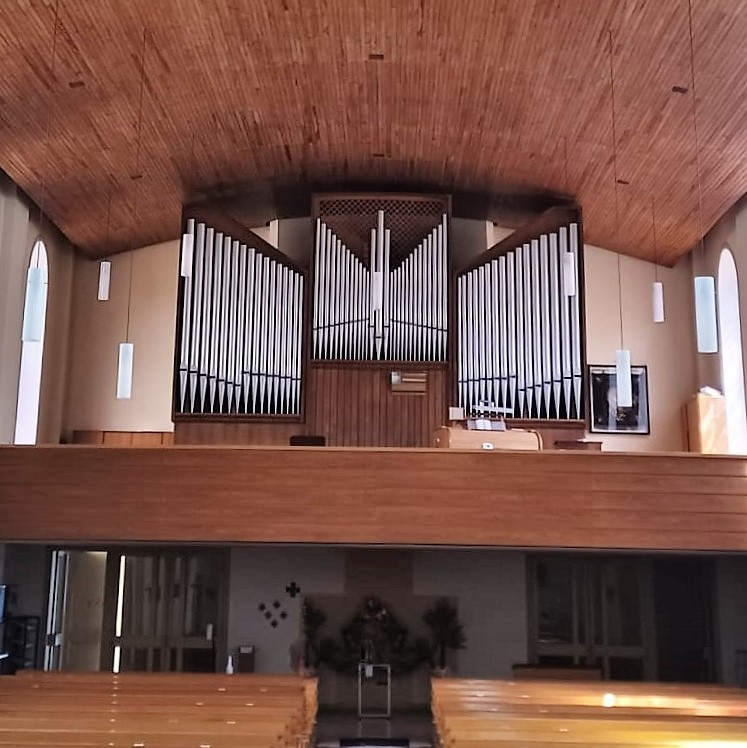
Mayer-Orgel

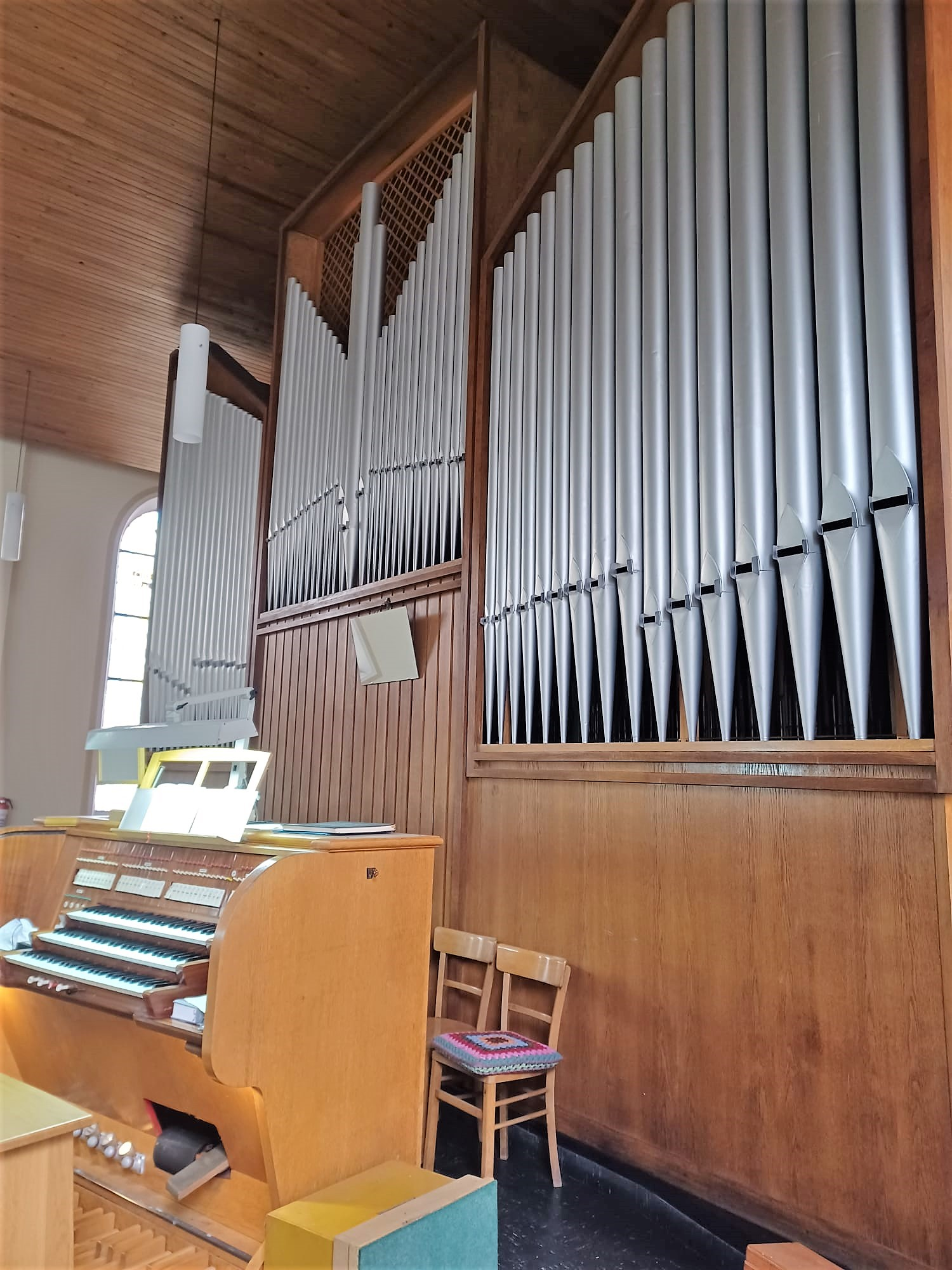

Die vormalige Orgel der Kirche wurde 1901 von Heinrich Koulen erbaut, 1921 durch dieselbe Firma erweitert und 1946 von Georges Schwenkedel (Straßburg) erneut verändert. Im Jahr 1966 erfolgte ein Neubau unter Verwendung von alten Teilen durch die Firma Hugo Mayer (Heusweiler). Zu einem späteren Zeitpunkt wurden die ursprünglich gebraucht aus der Koulen-Orgel übernommenen Kegelladen durch neue Schleifladen ersetzt.
Das auf einer Empore aufgestellte Schleifladen-Instrument verfügt über 30 (31) Register, verteilt auf drei Manuale und Pedal. Die Spiel- und Registertraktur ist elektrisch. Die Disposition lautet wie folgt:
| I Hauptwerk C–g3 |           |     |
| 1.               | Gedackt   | 16′ |
| 2.               | Principal | 8′  |
| 3.               | Rohrflöte | 8′  |
| 4.               | Octave    | 4′  |
| 5.               | Quintade  | 4′  |
| 6.               | Octave    | 2′  |
| 7.               | Mixtur IV |     |
| 8.               | Trompete  | 8′  |

| II Schwellwerk C–g3 |                |        |          |
| 9.                  | Offenprincipal | 8′     |          |
| 10.                 | Koppelflöte    | 8′     |          |
| 11.                 | Salizional     | 8′     |          |
| 12.                 | Principal      | 4′     |          |
| 13.                 | Nachthorn      | 4′     |          |
| 14.                 | Quinte         | 2 ⁄3′  |          |
| 15.                 | Waldflöte      | 2′     |          |
| 16.                 | Terz           | 1 3⁄5′ |          |
| 17.                 | Quintzymbel IV |        |          |
|                     | Holzdulcian    | 16′    | (vakant) |
| 18.                 | Oboe           | 8′     |          |
|                     | Tremulant      |        |          |

| III Positiv C–g3 |            |        |
| 19.              | Gedackt'   | 8′     |
| 20.              | Blockflöte | 4′     |
| 21.              | Nasat      | 2 ⁄3′  |
| 22.              | Flöte      | 2′     |
| 23.              | Terz       | 1 3⁄5′ |
| 24.              | Krummhorn  | 8′     |
|                  | Tremulant  |        |

| Pedal C–f1 |                    |          |
| 25.        | Subbass            | 16′      |
|            | Zartbass (= Nr. 1) | 16′      |
| 26.        | Oktavbass          | 8′       |
| 27.        | Gedackt            | 8′       |
| 28.        | Choralbass         | 4′       |
| 29.        | Flöte              | 2′       |
|            | Rauschpfeife IV    | (vakant) |
| 30.        | Posaune            | 16′      |

- Koppeln:
  - Normalkoppeln: II/I, III/I, III/II, I/P, II/P, III/P
  - Superoktavkoppeln: II/I
- Spielhilfen: 2 freie Kombinationen, Generalkoppel, Crescendowalze, Zungeneinzelabsteller